# مونرو، بوئنوس آیرس
مونرو (به اسپانیایی: Munro) شهری در کشور آرژانتین، استان بوئنوس آیرس است که در سال ۲۰۰۹ میلادی، حدود ۳۵۸۴۴ نفر جمعیت داشته است.